# The Encyclopedia of Fantasy
The Encyclopedia of Fantasy («Энциклопедия фэнтези») — справочник по фэнтези 1997 года под редакцией Джона Клюта и Джона Гранта. Авторы (количество отдельных и совместных статей): Джон Клют (1024 и 66), Джон Грант (697 и 38), Майк Эшли (338 и 2), Дэвид Лэнгфорд (191 и 40), Брайан Стейблфорд (191 и 8), Рон Тайнер (141 и 32), Билл Коттер (75), Грегори Фили (68 и 7) и другие.

## История
Книга была хорошо принята. Она получила премию Итона, премию Хьюго, Всемирную премию фэнтези, премию «Локус» и Мифопоэтическую премию. Профильное издание Library Journal описало The Encyclopedia of Fantasy как «первую в своём роде» и «отличную и легко читаемую».
С ноября 2012 года полный текст The Encyclopedia of Fantasy доступен в интернете в качестве приложения к дополняемому онлайн-изданию The Encyclopedia of Science Fiction. Однако, редакторы The Encyclopedia of Science Fiction заявили, что у них нет планов на обновление The Encyclopedia of Fantasy, по крайней мере, в обозримом будущем.

## Формат и содержание
The Encyclopedia of Fantasy была издана в формате, который совпадает со вторым изданием 1993 года The Encyclopedia of Science Fiction («Энциклопедии научной фантастики»). Она содержит 1049 страниц, более 4000 статей и около одного миллиона слов. Основная масса статей были написаны Клютом, Грантом и Эшли. Вышедшее позднее издание на CD содержит многочисленные изменения.
The Encyclopedia of Fantasy использует систему классификации подобную The Encyclopedia of Science Fiction, но не включает указатель тематических статей. Он позже был включён в онлайн-версию. Одно из основных различий заключается в том, что нет статей, относящихся к издательскому делу.
В The Encyclopedia of Fantasy часто вводились новые термины для тем статей, вместо того, чтобы использовать те, которые ранее появлялись в критической литературе.

## Издания
- Clute, John and Grant, John. The Encyclopedia of Fantasy (1st UK edition). London: Orbit Books, 1997. ISBN 978-1-85723-368-1 (твёрдая обложка)
- Clute, John and Grant, John. The Encyclopedia of Fantasy. New York: St Martin’s Press, 1997. ISBN 0-312-15897-1 (твёрдая обложка)
- Clute, John and Grant, John. The Encyclopedia of Fantasy (2nd US edition). New York: St Martin’s Griffin, 1999. ISBN 0-312-19869-8 (мягкая обложка)

## Награды
- 1998 — Премия Хьюго за лучшую работу[8].
- 1998 — Специальная награда World Fantasy за профессионализм[9].
- 1998 — Премия Locus для научной литературы[10].

## Восприятие
Книга была охарактеризована как «отличный и хорошо читаемый источник фантазий». Отраслевое издание Library Journal назвало «Энциклопедию фантазий» «первой в своем роде».

## Неологизмы
Энциклопедия часто создавала новые термины для тем, вместо того чтобы использовать заголовки, которые ранее могли появляться в критической литературе. Например:
- Instauration Fantasy: история, в которой трансформируется реальный мир; авторы используют «Little, Big» (1981) Джона Кроули в качестве первого полноценного примера.
- Thinning: постепенная потеря или разрушение магии или жизненной силы, как когда эльфы покидают Средиземье в Властелине Колец. Во многих романах Тима Пауэрса обитатели 20-го века могут творить чудеса, но не так легко, как это можно было сделать в предыдущие века.
- Wainscots: тайные общества, скрывающиеся от основного потока общества, как в «Заемщиках» Мэри Нортон.
- Water Margins: смещающиеся или плохо определённые границы, используемые как физическое описание и метафора; в качестве примера используется японская телевизионная адаптация "The Water Margin"
- Polder: определяется как «анклавы жёсткой реальности, разграниченные границами», которые вводятся путём пересечения порога. В качестве примера можно вспомнить Шангри-Ла, как долину в «Книге Трёх» Ллойда Александра.
- Crosshatch: ситуация, когда демаркационная линия между двумя реальностями размыта и «два или более миров могут одновременно населять одну и ту же территорию» — например, как в «Сне в летнюю ночь» Уильяма Шекспира.
- Taproot texts: примеры фэнтезийной литературы, предшествующей появлению фэнтези как жанра в конце 18-го века, такие как «Буря» Шекспира.
- Pariah elite: маргинальное, но уникально талантливое или знающее меньшинство.
- Into the woods: процесс трансформации или перехода в новый мир, обозначаемый входом в лес или в деревья.
- Wrongness: растущее осознание того, что в мире что-то «не так», например, когда хоббиты впервые увидят Назгула во «Властелине колец».
- Slick Fantasy: стиль написания Фэнтези, который использует определённые специфические темы: как правило, сделка с Дьяволом; три желания; или обмен идентичностью. Названы так потому, что это были фэнтезийные истории, которые, скорее всего, будут публиковаться не в целлюлозных журналах, а где-то получше.